# رود وایت
رود وایت شاخه‌ای از رود میسوری می‌باشد که درایالت‌های نبراسکا و داکوتای جنوبی کشور ایالات متحده جریان دارد. نام رودخانه وایت از رنگ خاکستری و سفید آب آن گرفته شده است که به دلیل حمل رسوبات آتشفشانی به این رنگ می‌باشد.